# 马贵人 (刘翼)
马贵人（?—?），名不詳，东汉河间孝王刘开之子、汉章帝之孙清河王蠡吾侯刘翼的夫人。
马氏嫁给刘翼，刘翼历封平原王、都乡侯、蠡吾侯。本初元年（146年），刘翼妾室匽明所生、时任蠡吾侯的刘志被东汉朝廷迎立为汉桓帝。当年九月，汉桓帝尊已逝世的父亲刘翼为孝崇皇，陵曰博陵。十月甲午，再封生母匽明为孝崇博园贵人，但是没有封嫡母马氏。建和二年（148年）四月丙子，汉桓帝封弟弟都乡侯刘硕为平原王，留博陵，奉父亲孝崇皇刘翼后祀。尊刘翼夫人马氏为孝崇博园贵人。后来因为刘硕嗜酒多犯过失，汉桓帝令马贵人领平原王家事。